# کوه چوتو
کوه چوتو (به انگلیسی: Choteau Mountain) یک کوه در ایالات متحده آمریکا است که در شهرستان تتون، مونتانا واقع شده‌است. کوه چوتو ۲٬۵۵۹٫۷۴ متر بالاتر از سطح دریا واقع شده‌است.